# Paraplyernas uppror
Paraplyernas uppror var en vuxeninriktad TV-teater av dansken Kjeld Abell som bearbetats av Staffan Westerberg. Scenograf var Anna Friberger. 
De medverkande skådespelarna kom från hela Norden: Majlis Granlund kom från Finland; Sören Gelshöj och Dorte Laumann från Danmark; Roger Norberg, Ingela Sahlin, Ellika Lindén, Raymond Juntunen och Johnny Månsson från Sverige. 
Den var drygt 18 minuter lång, handlade om trasiga paraplyer och visades den 14 december 1980 på TV2 i SVT, enligt Svensk mediedatabas. 